# Southrop
Southrop – wieś w Anglii, w hrabstwie Gloucestershire, w dystrykcie Cotswold. Leży 43 km na południowy wschód od miasta Gloucester i 111 km na zachód od Londynu.
Miejscowość leży w pobliżu rzeki Leach, która jest dopływem Tamizy.
W 2011 r. miejscowość liczyła 245 mieszkańców.
W 2022 r. Southrop znalazło się na liście 20 najpiękniejszych wiosek w Wielkiej Brytanii i Irlandii. 

## Historia
Pierwsze wzmianki o tej miejscowości znalazły się w Domesday Book, gdzie określono ją jako „Sudthropa”, czyli „południowa samodzielna zagroda”. Wieś leżała blisko granic Danelawu, dlatego też badacze uznali pochodzenie nazwy w języku duńskim. Słowo „thorp” jest jednak saksońskie. 